# Нодді Голдер
Нодді Голдер (англ. Noddy Holder; повне ім'я Невілл Джон Голдер, англ. Neville John Holder; нар. 15 червня 1946, Волсолл, Стаффордшир, Англія) — англійський музикант і актор, колишній вокаліст і гітарист рок-групи «Slade». Разом з бас-гітаристом Джимом Лі є автором більшості пісень групи. Голдер відомий завдяки своїй особливій манері співу. 2000 року нагороджений Орденом Британської імперії.

## Біографія
Невілл Голдер народився в районі Колдмор, неподалік від центру Уолсолл, але в ранніх 1950-х його сім'я переїхала в район Бічдейл на півночі міста. Невілл з дитинства цікавився музикою, в 13 років отримав від батьків першу гітару і з друзями по школі створив групу «The Rockin 'Phantoms». Закінчивши школу, він влаштувався продавцем автозапчастин, щоб заробити на електрогітару і підсилювач.
Перша його професійна група — «The Memphis Cutouts». Разом з групою «Steve Brett & the Mavericks» він записав чотири сингли для лейбла «Columbia Records». Приблизно тоді Голдер узяв собі псевдонім «Нодді» (дурник).
У 1966 році ударник Дон Пауелл запропонував Голдеру приєднатися до групи «'NBetweens», де вже грали гітарист / басист Дейв Хілл і басист / клавішник / скрипаль / композитор Джим Лі. Група змінила назву на «Ambrose Slade», а потім на «Slade». Як і всі глем-рокери, «Slade» носили яскравий одяг, особливо впадала в очі капелюх Голдера, прикрашена маленькими дзеркальцями. Голдер запам'ятався публіці завдяки своєму сильному голосу і особливому стилю співу. Його голос прекрасно підходив для важкого року, однак Голдер впорався і з ліричними баладами на кшталт «Everyday» і «How Does It Feel?».
Лі й Голдер утворили успішний творчий дует і склали майже всі пісні групи. За 25 років роботи в оригінальному складі «Slade» випустили 40 хітових синглів і близько 20 альбомів. Найвідоміша пісня групи — «Merry Xmas Everybody» авторства Голдера і Лі, записана в 1973 році і стала третя пісня «Slade», що зайняла в британському хіт-параді відразу перше місце. Це самий продаваний сингл «Slade» і одна з найпопулярніших різдвяних пісень у світі.
У 1991 році, провівши 25 років у складі «Slade», Голдер почав сольну кар'єру. Його прикладу послідував Джим Лі. Хілл і Пауелл продовжують грати в «Slade» з новими вокалістом і бас-гітаристом.

## Сольна кар'єра
Після відходу з «Slade» Нодді з'являвся в сотнях телевізійних шоу, з яких найбільше запам'ятався комедійно-драматичний серіал «Грімліз» (1996—2001), в якому він грав вчителя музики Невілла Голдера. Для цього серіалу Голдер записав акустичні версії пісень «Slade»: «Coz I Luv You», «Cum On Feel the Noize», «Mama Weer All Crazee Now» і «Everyday».
У 1990-х він вів власні радіопередачі на станціях «Piccadilly 1152» and «Key 103» в Манчестері, а з 2000 по 2004 — на «Century» і «Capital Radio». Також він представив 31 епізод телегри «Noddy's Electric Ladyland» і був капітаном команди в музичній грі «A Question of Pop». У телешоу «Боб-будівельник» його увічнили у вигляді маріонетки на ім'я Бангера.
У 1999 році Голдер написав автобіографію, «Who's Crazee Now?» («Ну і хто тут здурів?»), Назва якої відображає хіт «Slade» «Mama Weer All Crazee Now» («Мама, ми тут всі з'їхали»).
У 2000 році він був нагороджений Орденом Британської Імперії на заслуги в шоу-бізнесі.
9 грудня 2007 Голдер став третьою знаменитістю, що отримала зірку на Бірмінгемської алеї зірок. На церемонію нагородження прийшло 27 тисяч людей.
За останні 20 років Голдер також озвучив, написав і заспівав пісні або знявся в багатьох теле-радіо-та кінореклами. Він продовжує з'являтися в мас-медіа в різних якостях. Він постійний телекритик і оглядач в «Шоу Редкліффа і Маконі» на другий радіопрограмі Бі-бі-сі. Ведучий Редкліфф часто звертається до нього «Сер Нодвард Голдершірскій».
У січні 2010 року Голдер з дружиною виграли 30 тисяч фунтів на благодійність в шоу «Зіркові Містер і Місіс».

## Особисте життя
З 2004 року Нодді одружений з телепродюсером Сюзан Прайс, від якої у нього син Джанго, названий на честь Джанго Райнхардта. Від попереднього шлюбу з Леандро у Голдера дві дочки — Джессіка і Чарісс.